# 김일로
김일로(金一路, 1911~1984)는 광주 전남 아동문학 1세대로 평가되는 시인이다. 본명은 김종기(金鍾起). 1911년 전남 장성군에서 태어났으며, 아호는 ‘한길’이다. 1955년 전남 해남군 황산면에 황산중학교를 설립하고, 1960년 5월부터 매월 2회 노래 선물 「꽃씨」를 발행해 전남 13개 시군 100개 학교에 411부를 무료로 보내는 운동을 펼치는 등 어린이들에 대한 사랑이 지극했다. 전라남도 문화상, 성옥 문화대상을 수상했으며 목포와 서울에서 수차례 시화전을 열었다. 예총 목포지부장, 한국아동문학가협회 이사를 역임했고 1984년 타계했다. 지은 책으로 동시집 『꽃씨』와 시집 『송산하』가 있다.

## 연보
- 1911년 2월 전남 장성 출생
- 1953년 동시집 『꽃씨』 펴냄 ISBN 9788958289593
- 1955년 전남 해남군 황산면에 황산중학교 설립
- 1959년 남농 허건과 합작 시화전
- 1963년 전라남도 문화상 수상
- 1964년 아산 조방원과 합작 시화전, 『한국동요동시집』에 「그네」 등 8편 수록
- 1965년 매정 이창주와 합작 시화전, 『한국아동문학전집』 11권에 「꽃씨」 등 5편 수록
- 1966년 『새로운 글짓기 교실』 펴냄
- 1975년 『신한국문학전집』 2권에 「눈」 등 7편 수록
- 1977년 김일로 초대 시전, 김일로 보벽補壁 시전
- 1979년 김일로 고희 기념 시전
- 1980년 성옥聲玉 문화대상 수상
- 1981년 예총 목포지부장 역임
- 1982년 시집 『송산하』 펴냄 ISBN 9791130459776, 한국아동문학가협회 이사로 선임
- 1983년 김일로 시 목각전 개최(목포, 서울)
- 1984년 영면